# Endomia susicus
Endomia susicus là một loài bọ cánh cứng trong họ Anthicidae. Loài này được Escalera miêu tả khoa học năm 1914.